# Eva Zöllner
Eva Zöllner (1978) es una acordeonista alemana, especializada en repertorio contemporáneo, experimental y electroacústico.

## Biografía

### Estudios musicales
Eva Zöllner realizó estudios de acordeón en la Academia de Música de Colonia y en la Real Academia Danesa de Música en Copenhague, con Geir Draugsvoll como profesor.

### Carrera musical
Ha trabajado en proyectos como solista, particularmente en repertorio experimental y contemporáneo, y también como solista de ensambles. Como solista ha estrenado unas 100 obras para acordeón.

Se interesa sobre todo en interpretar el acordeón usando su potencial sonoro, así como en combinación con elementos electroacústicos y multimedia. Asimismo explora la sonoridad del acordeón en el contexto de diferentes culturas alrededor del mundo. Como señala la intérprete:
Me especializo en música contemporánea, aunque el acordeón tiene una larga historia que se puede rastrear en diferentes partes del mundo. En África, Asia, América Latina; en cada lugar tiene un estilo particular, por eso me gusta mezclar los sonidos de otras culturas, reinventarlo y ponerlo en un nuevo contexto.
En 2013 realizó un concierto colaborativo en el Museo Fernando García Ponce (MACAY), con Teresa Novelo y Elías Puc, quienes realizaron el diseño sonoro.
En 2017 se presentó en la Sala Julián Carrillo de la Universidad Nacional Autónoma de México para estrenar la obra de seis compositores mexicanos, Roberto Sarti, Alan Ahued, Juan Pablo García Munive, Arturo Morfín, Emil Rzaje y Alberto Sánchez Ortíz, quienes trabajaron directamente con la compositora en el contexto de un taller para acordeón contemporáneo.
En 2019 realizó un concierto en el marco del festival Visiones Sonoras, en el Centro Mexicano para Música y las Artes Sonoras (CMMAS), con la clarinetista Heather Roche, con quien también ha interpretado en el Museo de Arte Contemporáneo de Barcelona.

## Discografía
- Martin Schüttler – pelze & restposten - Wergo, 2009[8]
- La Grieta Donde Duermes, Obras de Jorge Torres Sáenz. Quindecim, 2019[9]

### Compilaciones
- Sonora. Mexican Compilation of Electroacoustic Music (track 4: Barcklay-Syndrom, para acordeón, cd y accesorios, de Gordon Kampe). Barrilete Cósmico, 2011[10]